# Leopoldo Armaroli
Leopoldo Armaroli (Macerata, 4 maggio 1766 – Appignano, 9 giugno 1843) è stato un avvocato e politico italiano.

## Biografia
Leopoldo Armaroli nacque a Macerata il 4 maggio 1766 da Gaetano Armaroli e sua moglie, Maddalena Muzi, entrambi originari di Bologna e di modeste condizioni sociali. Nel 1786 Leopoldo si laureò in diritto civile presso l'Università di Macerata, divenendo avvocato ed esercitando la propria professione sino al 1794, quando nel medesimo ateneo ottenne la cattedra di diritto civile. Nominato magistrato, lasciò Macerata per Orvieto nel 1794, ove rimase per due anni, passando nel 1796 all'uditorio civile della Sacra Rota della Repubblica di Lucca, cui dovette poi rinunciare a causa dell'età. Tornò quindi all'avvocatura e si trasferì questa volta a Roma.
Nel 1798, subito dopo la proclamazione della Repubblica romana, tornò a Macerata come presidente del tribunale criminale del dipartimento francese del Musone, schierandosi per la prima volta apertamente contro il sistema giudiziario dell'ex Stato Pontificio, che a sua detta abbisognava di pronte riforme.
Dopo la caduta della Repubblica Romana riprese la sua professione di avvocato sino al 1808, quando le Marche vennero annesse al Regno napoleonico d'Italia ed egli venne nominato presidente della corte di giustizia civile e criminale del dipartimento del Tronto. Nel 1809 l'Armaroli venne nominato senatore per il dipartimento del Musone nel collegio dei commercianti ed ottenne contestualmente il titolo di conte, trasferendosi poi a Milano.
Convinto e fedele filo-napoleonico, si contrappose al programma indipendentistico sostenuto da Federico Confalonieri, il quale, pur abbracciando l'ideale liberatore di Napoleone, era intenzionato ad evitare che la nuova Italia divenisse una dipendenza del governo francese e con l'aiuto degli inglesi era convinto di poter evitare il ritorno della Lombardia sotto la direzione austriaca. A tal proposito l'Armaroli scriverà poi delle memorie storiche nelle quali si mostrerà sempre molto critico nei confronti degli "Italici puri", che con quest'illusione di progetto indipendentista crearono, a sua detta, il presupposto per il ritorno dell'Italia in mano dell'Austria.
Crollato il governo napoleonico nel 1815, Leopoldo Armaroli si ritirò a vita privata nella sua villa di Appignano, dedicandosi a studi di suo interesse, occupandosi solo occasionalmente di politica, come nel caso dei moti del 1831 nelle Marche e nell'Emilia. Nel 1832 venne eletto sindaco di Appignano e si dedicò alla storia, pubblicando nel 1838 la sua opera principale nel campo, Ricerche storiche sulla esposizione degli infanti presso gli antichi popoli e specialmente presso i Romani. Colpito da paralisi, morì ad Appignano il 9 giugno 1843.